# Tumeur de Wilms
 Mise en garde médicale

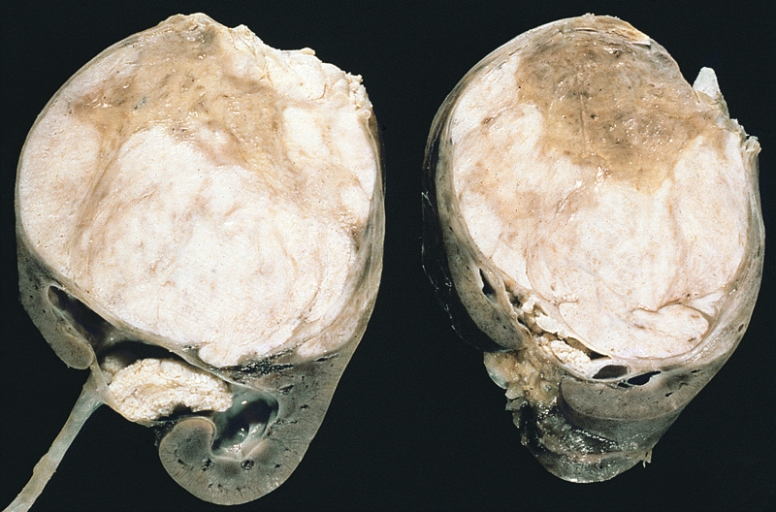
Deux moitiés de rein montrées après section transversale montrant un volumineux néphroblastome. Noter les cloisons visibles sur le plan de coupe et la saillie de la tumeur dans le bassinet, ressemblant à un rhabdomyosarcome botryoïde

La tumeur de Wilms ou néphroblastome représente plus de 90 % des tumeurs du rein chez l'enfant. Cette maladie cancéreuse est responsable de 5 à 14 % des cancers de l'enfant. Il est très différent du cancer du rein chez l'adulte.

## Description
Cette tumeur se développe à partir du tissu à l'origine du rein : le blastème métanéphrotique de l'embryon. Les modèles actuels de la cancérogenèse indiquent qu'une mutation génétique laisse persister ce tissu embryonnaire après la vie intra-utérine.
La tumeur de Wilms a un potentiel malin local et général. Elle se présente le plus souvent comme une masse intra-abdominale chez un enfant bien portant. Des douleurs abdominales, de la fièvre, une hématurie ou une anémie ne se rencontrent que dans un tiers des cas.
5 à 10 % des enfants ont une atteinte bilatérale des reins ou avec des métastases. L'âge moyen du diagnostic est compris entre 42 et 47 mois (3 à 4 ans) en cas de tumeur unilatérale et 30 et 33 mois (2 à 3 ans) en cas de tumeur bilatérale. S'il existe des formes à début intra-utérins, cette pathologie devient très rare après l'âge de 8 ans.
Le diagnostic est suspecté par l'examen abdominal systématique puis par l'imagerie médicale en commençant par l'échographie. Le scanner (ou parfois l'IRM) est indispensable dans un deuxième temps. Mais le diagnostic définitif repose sur l'examen anatomo-pathologique (histologie de la tumeur retirée lors de la chirurgie ou plus rarement la biopsie). Dans 10 à 15 % des cas, la tumeur de Wilms est considérée comme héréditaire.
La tumeur de Wilms peut être isolée ou parfois s'inscrire dans un syndrome, ce dernier étant le plus souvent génétique. Dans ce dernier cas, la très grande majorité des enfants atteints de tumeur de Wilms syndromiques ont des vestiges embryonnaires :
- La présence intralobulaire de tissu embryonnaire est associée avec deux maladies génétiques par mutation du gène WT1 le syndrome WAGR et le syndrome de Denys-Drash.
- La présence périlobulaire de tissu embryonnaire est associée le syndrome de Beckwith-Wiedemann.

## Biologie moléculaire
Des mutations du gène WT1 (en) sur le chromosome 11p13 sont observées chez environ 20 % des tumeurs de Wilms,.
Au moins la moitié des patients atteints de la tumeur de Wilms et porteurs d'une mutation sur le gène WT1 sont également porteurs de mutations de CTNNB1, le gène codant la bêta-caténine.
Un gène situé sur le chromosome X, FAM123B (en) ou WTX, est inactivé chez 30 % des cas de tumeur de Wilms. Cependant dans la plupart des cas aucune mutation n'est retrouvée sur l'un de ces gènes.
Des mutations ont aussi été retrouvées sur les gènes Drosha (en) et DGCR8 (en). Ces gènes, lorsqu'ils présentent des anomalies, désactivent partiellement les mécanismes moléculaires chargés de la formation des micro-ARN. Ceux-ci assurent la régulation de l'ARN messager et sont capables par conséquent de reprogrammer complètement les cellules.

## Traitement
En Europe, le traitement de ce cancer suit les recommandations SIOP (Société Internationale d'Oncologie Pédiatrique) et se fait en trois temps dont le principal est la chirurgie :
- Chimiothérapie initiale (ou pré-opératoire, dite néo-adjuvante) qui associe l'actinomycine D et la vincristine et qui vise une réduction du volume de la tumeur, ainsi qu'un durcissement (rendu fibreux) en vue de la chirurgie.
- La chirurgie comprenant principalement l'ablation de la tumeur, la néphrectomie élargie (comprenant le plus souvent la surrénale et les ganglions situés à proximité)
- Le traitement post-opératoire à base d'une chimiothérapie, complétée parfois par une radiothérapie dans les cas d'histologie défavorable (dite à haut risque de récidive).

En Amérique du Nord, le traitement comprend rarement une chimiothérapie néo-adjuvante.

## Pronostic
Ce cancer est relativement bien soigné, atteignant 90 % de guérison. Cependant, il y a de nettes différences entre les différents cas histologiques. Le suivi comprend à la fois la recherche éventuelle de métastases ainsi que des séquelles éventuelles liées à la chimiothérapie et à la radiothérapie.

## Sources
- (fr) IGR - mai 2003
- (en) Jeffrey S Dome, Vicki Huff, Wilms Tumor Overview In GeneTests: Medical Genetics Information Resource (database online). Copyright, University of Washington, Seattle. 1993-2006